# Även en blomma
Även en blomma är en låt som är skriven av Anders Glenmark. Den är skriven till och insjungen av Anni-Frid Lyngstad i samband med hennes soloalbum Djupa andetag, och singeln släpptes den 21 augusti 1996.
Melodin låg även på Svensktoppen i fyra veckor under perioden 28 september-19 oktober 1996.

## Listplaceringar
| Lista (1996) | Topplacering |
| ------------ | ------------ |
| Sverige      | 11           |

### Fotnoter
1. ↑  ”Djupa andetag”. Svensk mediedatabas. 11 mars 1996. http://smdb.kb.se/catalog/id/001512192. Läst 22 november 2014.
2. ↑  ”Djupa andetag” (på engelska). Raffem. http://www.raffem.com/FridaDjupaAndetag.htm. Läst 27 augusti 2019.
3. ↑  ”Även en blomma”. Svensk mediedatabas. 11 mars 1996. http://smdb.kb.se/catalog/id/001511553. Läst 22 november 2014.
4. ↑  ”Svensktoppen 1996”. Sveriges Radio. 11 mars 1996. http://sverigesradio.se/diverse/appdata/isidor/files/2023/3492.txt. Läst 4 augusti 2012.
5. ↑  ”Även en blomma”. Swedishcharts. 11 mars 1996. https://swedishcharts.com/showitem.asp?interpret=Frida&titel=%C4ven+en+blomma&cat=s. Läst 4 augusti 2012.